# Abeba Aregawi
Abeba Aregawi (Etiòpia, 5 de juliol de 1990) és una atleta nascuda etíop i nacionalitzada sueca, especialista en la prova de 1500 m, amb la qual va arribar a ser campiona mundial el 2013.

## Carrera esportiva
Al Mundial de Campionat del Món d'atletisme de 2013 va guanyar la medalla d'or en els 1500 metres, per davant de l'estatunidenca Jennifer Simpson i la kenyana Hellen Onsando Obiri.